# Бруно Энгернский
Бруно Энгернский (Брунхарт; нем. Brun или Brunhart, в некоторых источниках также Бруно Младший) — маркграф в Восточной Саксонии, отец герцога Саксонии Людольфа, родоначальника династии Людольфингов.

## Биография
По историческим источникам, связанных с его хорошо задокументированным сыном Людольфом, Бруно Энгернский был саксонским вождём времён походов Карла Великого, отделившимся с энграми и остфалами от язычников-саксов. Достоверно проследить происхождение Людольфа от Бруно, однако, не представляется возможным.
Судя по всему (источники разнятся), Бруно был женат дважды: на Гизелле Верленской и на Адилле, дочери саксонского графа Экберта и святой Иды Герцфельдской.